# San Matías (El Salvador)
San Matías é um município localizado no departamento de La Libertad, em El Salvador. Sua população estimada em 2013 era de 7 314 habitantes.[carece de fontes?]

## Transporte
O município de San Matías é servido pela seguinte rodovia:
- LIB-25, que liga a cidade de Quezaltepeque ao município de Ciudad Arce
- LIB-27, que liga a cidade de Opico ao município
- LIB-31, que liga a cidade de San Pablo Tacachico ao município de Quezaltepeque [1]